# Nasze roztańczone córki
Nasze roztańczone córki (ang. Our Dancing Daughters) – amerykański film z 1928 roku w reżyserii Harry'ego Beaumonta.

## Obsada
- Joan Crawford
- Johnny Mack Brown
- Nils Asther
- Dorothy Sebastian

## Nagrody i nominacje
| Nazwa nagrody | Wygrane            | Nominacje                                                                                 |
| ------------- | ------------------ | ----------------------------------------------------------------------------------------- |
| Oscar         | 1930 bez rezultatu | 1930 Najlepsze osiągnięcie scenariuszowe Josephine Lovett Najlepsze zdjęcia George Barnes |